# Monotoma diecki
Monotoma diecki is een keversoort uit de familie kerkhofkevers (Monotomidae). De wetenschappelijke naam van de soort werd in 1877 gepubliceerd door Edmund Reitter.